# Maria Winogradowa
Maria Siergiejewna Winogradowa (ros. Мария Сергеевна Виноградова, ur. 13 lipca 1922, zm. 2 lipca 1995 w Moskwie) – radziecka aktorka filmowa i głosowa. Zagrała w ponad 150 filmach. 

## Życiorys
W 1943 roku ukończyła studia na wydziale aktorskim Wszechzwiązkowego Państwowego Instytutu Kinematografii w Moskwie (WGIK). W 1988 roku przyznano jej tytuł Zasłużonej Artystki RFSRR. Zmarła w Moskwie, pochowano ją na tamtejszym Cmentarzu Chowańskim.

## Wybrana filmografia

### Role filmowe
- 1940: Sybiracy jako Gałka
- 1943: My z Uralu jako Sonia
- 1944: Zoja jako koleżanka szkolna Zoi
- 1947: Ostatni etap jako Nadia
- 1948: Młoda gwardia
- 1963: Chodząc po Moskwie
- 1973: Kalina czerwona jako Zoja
- 1976: Wniebowstąpienie jako żona sołtysa[3]
- 1976: Gwiżdżę na wszystko! jako Pakonia, sąsiadka[4]
- 1977: Nieszczęście jako bufetowa
- 1977: Przeznaczenie
- 1977: Biurowy romans
- 1979: Garaż jako Cameo
- 1980: Jesienny urlop jako Margarita Dmitrijewna[5]
- 1989: Dewizówka jako Siergiejewna
- 1991: Obiecane niebiosa jako staruszka

### Role głosowe
- 1954: W leśnej gęstwinie
- 1954: Wszystkie drogi prowadzą do bajki
- 1955: Choinka jako chłopiec
- 1965: Gorący kamień
- 1967: Bajka o złotym koguciku jako złoty kogucik
- 1967: Hej-hop! Hej-hop! jako Mrówka
- 1973: Wasilijok
- 1973: Żuk zegarmistrz
- 1974: Jak zając Szaraczek zaprzyjaźnił się ze źródełkiem jako zając Szaraczek
- 1974: Mały szop
- 1975: Jeżyk we mgle jako Jeżyk
- 1975: Konik Garbusek jako Iwan
- 1976-1982: O kotku, który miał na imię Hau jako Szarik
- 1977: Ostatni płatek
- 1977: Zgubiony pieniążek
- 1978: Słoneczny zajączek
- 1978: Troje z Prostokwaszyna jako wujek Fiodor
- 1978: Dziadek Mróz i szary wilk
- 1979: Żółty słoń
- 1979-1982: Zajączek i jego przyjaciele
- 1980: Wakacje w Prostokwaszynie jako wujek Fiodor
- 1981: Na ratunek
- 1982: Jak przyjaciel, to przyjaciel
- 1982: Leśny kwartet
- 1984: Zima w Prostokwaszynie jako wujek Fiodor
- 1984: Bajka o carze Sałtanie jako kucharka
- 1986: Zagubiony kogucik